# Interlude (Delain)
Interlude è una raccolta del gruppo symphonic metal olandese Delain.
Include due brani inediti, versioni riarrangiate di due brani da We Are the Others, tre cover (registrate nel periodo della precedente formazione, con Ronald Landa e Rob van der Loo) e sei tracce live registrate durante il tour promozionale per We Are the Others. La nuova versione di Are You Done with Me è stata pubblicata come singolo.

## Tracce
Testi di Charlotte Wessels e TriPod, musiche di Guus Eikens e Martijn Westerholt, tranne dove indicato.
1. Breathe on Me – 3:30
2. Collars & Suits – 4:41
3. Are You Done with Me (new single version) – 3:08 (musica: Wessels, Eikens, Westerholt)
4. Such a Shame (cover dei Talk Talk) – 3:39 (Mark Hollis)
5. Cordell (cover dei The Cranberries) – 3:50 (Dolores O'Riordan)
6. Smalltown Boy (cover dei Bronski Beat) – 3:09 (testo: Jimmy Somerville – musica: Steve Bronski, Somerville, Larry Steinbachek)
7. We Are the Others (new ballad version) – 3:42 (musica: Wessels, Westerholt, TriPod)
8. Mother Machine (live) – 5:46
9. Get the Devil Out of Me (live) – 3:44
10. Milk and Honey (live) – 4:37
11. Invidia (live) – 4:04 (testo: Wessels – musica: Westerholt)
12. Electricity (live) – 5:06
13. Not Enough (live) – 5:01 (musica: Wessels, Westerholt, TriPod)

## Formazione
- Charlotte Wessels – voce
- Martijn Westerholt – pianoforte, tastiere
- Timo Somers – chitarra solista (tracce 1-3, 7), chitarra (tracce 8-13)
- Guus Eikens – chitarra ritmica (tracce 1-3, 7)
- Otto Schimmelpenninck van der Oije – basso
- Sander Zoer – batteria

### Altri musicisti
- Ronald Landa – chitarre ritmiche e soliste (tracce 4-6), chitarra acustica (tracce 5-6)
- Rob van der Loo – basso (tracce 4-6), basso acustico (traccia 5)
- Oliver Philipps – chitarre e tastiere addizionali (tracce 1-7)
- TriPod Children's Choir – coro (traccia 7)

## Date di pubblicazione
| Paese           | Data           |
| --------------- | -------------- |
| Norvegia        | 1º maggio 2013 |
| Spagna          | 1º maggio 2013 |
| Svezia          | 1º maggio 2013 |
| Austria         | 3 maggio 2013  |
| Finlandia       | 3 maggio 2013  |
| Germania        | 3 maggio 2013  |
| Svizzera        | 3 maggio 2013  |
| Resto d'Europa  | 6 maggio 2013  |
| Resto del mondo | 7 maggio 2013  |

## Classifiche
| Classifica (2013) | Posizione massima |
| ----------------- | ----------------- |
| Belgio (Fiandre)  | 141               |
| Belgio (Vallonia) | 124               |
| Germania          | 91                |
| Paesi Bassi       | 37                |